# Чеховские мотивы (фильм)
«Че́ховские моти́вы» — художественный фильм по мотивам рассказа «Тяжёлые люди» и пьесы «Татьяна Репина» Антона Павловича Чехова, действие которых перенесено в наши дни.

## Сюжет
В многодетном семействе Ширяевых старший из детей, студент Пётр, пытается преодолеть зависимость от деспотичного отца. Безропотная мать пытается его защищать, сестра, тринадцатилетняя Варвара, безразлична к семейным ссорам. Покидая родительский дом, чтобы отправиться в город на учёбу, Пётр попадает вместо этого в сельскую церковь на свадьбу заезжей богемы. В ходе длинной церковной службы гостей, снедаемых скукой и нетерпением, отвлекает странное явление: в церкви появляется закутанная в чёрное и стонущая женщина. Кое-кто из гостей, а затем и сам жених, принимают её за призрак его предыдущей возлюбленной, которая покончила с собой.

## В ролях
| Актёр             | Роль                         |
| ----------------- | ---------------------------- |
| Сергей Попов      | Евграф Иванович Ширяев, отец |
| Ирина Панова      | его жена, Федосья Семёновна  |
| Филипп Панов      | Пётр, сын                    |
| Ольга Гнедич      | Варвара, дочь                |
| Наталья Бузько    | невеста                      |
| Жан Даниэль       | жених                        |
| Сергей Бехтерев   | отец Иван                    |
| Юрий Шлыков       | отец Николай                 |
| Георгий Делиев    | свидетель                    |
| Владимир Комаров  |                              |
| Нина Русланова    |                              |
| Александр Баширов | плотник                      |
| Ольга Конская     |                              |
| Ута Кильтер       |                              |
| Леонид Кушнир     | церковный сторож             |

## Критика
Кинокритик Зара Абдуллаева в рецензии в журнале «Искусство кино» высоко оценивая и сам фильм, и степень его созвучности глубинными идеям Чехова, характеризовала его как переломный для творчества Муратовой. Однако, киновед Александр Фёдоров отмечал, что этот фильм близок к арт-хаусу и вряд ли будет принят широким зрителем:

В «Чеховских мотивах» К.Муратова дает свою, весьма эксцентричную трактовку творчеству Антона Павловича. На экране — черно-белый карнавал масок, пренеприятнейших персонажей, злой и едкий гротеск. Не думаю, что фильм понравится поклонникам чеховской прозы и драматургии, но фаны поздней Муратовой, наверное, останутся довольны…